# Monnaie
Monnaie é uma comuna francesa na região administrativa do Centro, no departamento Indre-et-Loire. Estende-se por uma área de 39,29 km². Em 2010 a comuna tinha 4 524 habitantes (densidade: 115,1 hab./km²).